# Heiko Sachtleben
Heiko Sachtleben (* 7. Februar 1965) ist ein deutscher Politiker (Bündnis 90/Die Grünen). Er ist seit 2022 Mitglied des Niedersächsischen Landtags.

## Leben und Politik
1985 absolvierte Sachtleben das Abitur in Groß Ilsede. Nach dem Zivildienst studierte er von 1987 bis 1995 Sozialwissenschaften an der Universität Göttingen. Seit 1995 ist er selbständig in der Kreativwirtschaft, zuletzt als Veranstaltungsdienstleister,
1983 war Sachtleben Mitbegründer des Ortsverbandes Lengede von Bündnis 90/Die Grünen. Danach war er Mitglied in den Vorständen der Kreisverbände Peine und Göttingen. 1995 trat er aus der Partei aus und 2010 wieder ein. Seit 2015 ist Sachtleben Ratsherr in Ilsede, von 2011 bis 2021 war er Mitglied im Kreistag Peine. Von 2016 bis 2021 war er Beisitzer im Landesvorstand der Grünen in Niedersachsen, seit Juni 2021 ist er Landesschatzmeister. Er trat als Direktkandidat im Wahlkreis 4 (Peine) zur Landtagswahl in Niedersachsen 2022 an. Außerdem war er auf Listenplatz 12 platziert. Mit einem Erststimmenergebnis von 10,5 Prozent unterlag er im Wahlkreis Julius Schneider (SPD), zog aber über die Landesliste in den 19. Niedersächsischen Landtag ein.
Heiko Sachtleben lebt in Gadenstedt, Gemeinde Ilsede. Er ist verheiratet und hat zwei Söhne.

## Belege
1. 1 2  Biographie Heiko Sachtleben. Heiko Sachtleben, abgerufen am 31. Oktober 2022.
2. ↑  Heiko Sachtleben. In: landtag-niedersachsen.de/. Archiviert vom Original (nicht mehr online verfügbar) am 31. Oktober 2022; abgerufen am 31. Oktober 2022.  Info: Der Archivlink wurde automatisch eingesetzt und noch nicht geprüft. Bitte prüfe Original- und Archivlink gemäß Anleitung und entferne dann diesen Hinweis.
3. ↑  Heiko Sachtleben: Biographie Heiko Sachtleben. Abgerufen am 31. Oktober 2022.
4. ↑  Heiko Sachtleben auf Landesliste der Grünen gewählt. In: regionalheute.de. 27. März 2022, abgerufen am 31. Oktober 2022.
5. ↑  Peine (4). In: tagesschau.de. 11. Oktober 2022, abgerufen am 31. Oktober 2022.

| Personendaten    | Personendaten                               |
| ---------------- | ------------------------------------------- |
| NAME             | Sachtleben, Heiko                           |
| KURZBESCHREIBUNG | deutscher Politiker (Bündnis 90/Die Grünen) |
| GEBURTSDATUM     | 7. Februar 1965                             |